# Engels amateurkampioenschap golf
Het Engels amateurkampioenschap, meestal kortweg het Engels Amateur genoemd, is een internationaal golfkampioenschap voor amateurs. Het wordt steeds op andere golfbanen in Engeland gespeeld. De formule is matchplay. Naast dit matchplay-toernooi wordt ook een strokeplay-kampioenschap gehouden, het Engels Amateur Strokeplay Kampioenschap, tegenwoordig met de naam Brabazon Trophy.
Na het Brits amateurkampioenschap golf wordt dit toernooi gezien als de belangrijkste krachtmeting voor golfamateurs in Europa.
De toen 18-jarige Nick Faldo was in 1975 de jongste winnaar ooit. Dat record werd pas in 2013 verbroken, toen Harry Ellis won, 16 jaar, 11 naanden en 28 dagen oud.

## Winnaars
| Jaar    | Baan/Banen                                        | Winnaar                                       | Finalist                                      | Score                                         |
| ------- | ------------------------------------------------- | --------------------------------------------- | --------------------------------------------- | --------------------------------------------- |
| 2014    |                                                   | augustus                                      |                                               |                                               |
| 2013    | Frilford Heath Golf Club                          | Callum Shinkwin                               | Matthew Fitzpatrick                           |                                               |
| 2012    | Seascale & Silloth-on-Solway Golf Club            | Harry Ellis                                   | Henry Tomlinson                               | 2 & 1                                         |
| 2011    | Woburn Golf & Country Club                        | Steven Brown                                  | Jamie Clare                                   | 7 & 5                                         |
| 2010    | Little Aston Golf Club Sutton Coldfield Golf Club | Tommy Fleetwood                               | Warren Harmston                               |                                               |
| 2009    | Rye Golf Club Littlestone Golf Club               | Luke Goddard                                  | Farren Keenan                                 | 3 & 2                                         |
| 2008    | Woodhall Spa Golf Club                            | Todd Adcock                                   | Chris Paisley                                 | 2 & 1                                         |
| 2007    | Royal St George's Golf Club                       | Danny Willett                                 | Matthew Cryer                                 | 3 & 2                                         |
| 2006    | Burnham & Berrow Golf Club                        | Ross McGowan                                  | Oliver Fisher                                 | 5 & 4                                         |
| 2005    | Bromborough Golf Club                             | Paul Waring                                   | Steven Capper                                 | 3 & 2                                         |
| 2004    | Notts Golf Club (Hollinwell)                      | James Heath                                   | David Horsey                                  | 3 & 2                                         |
| 2003    | Alwoodley Golf Club                               | Gary Lockerbie                                | Michael Skelton                               | 6 & 5                                         |
| 2002    | Walton Heath Golf Club                            | Richard Finch                                 | Giles Legg                                    | 6 & 5                                         |
| 2001    | Saunton Golf Club                                 | Scott Godfrey                                 | Simon Robinson                                | 4 & 3                                         |
| 2000    | Royal Lytham & St Annes Golf Club                 | Paul Casey                                    | Gary Wolstenholme                             | 4 & 2                                         |
| 1999    | St. Mellion Golf Club                             | Paul Casey                                    | Simon Dyson                                   | 2 & 1                                         |
| 1998    | Woodhall Spa Golf Club                            | Mark Sanders                                  | Simon Gorry                                   | 6 & 5                                         |
| 1997    | Royal Liverpool Golf Club                         | Aran Wainwright                               | Philip Rowe                                   | 2 & 1                                         |
| 1996    | Notts Golf Club (Hollinwell)                      | Shaun Webster                                 | Denny Lucas                                   | 6 & 4                                         |
| 1995    | Hunstanton Golf Club                              | Mark Foster                                   | Sam Jarman                                    | 6 & 5                                         |
| 1994    | Moortown Golf Club                                | Mark Foster                                   | Alan Johnson                                  | 8 & 7                                         |
| 1993    | Saunton Golf Club                                 | David Fisher                                  | Richard Bland                                 | 3 & 1                                         |
| 1992    | Royal Cinque Ports Golf Club                      | Stuart Cage                                   | Ralph Hutt                                    | 3 & 2                                         |
| 1991    | Formby Golf Club                                  | Ricky Willison                                | M. L. Pullan                                  | 10 & 8                                        |
| 1990    | Woodhall Spa Golf Club                            | Ian Garbutt                                   | Gary Evans                                    | 8 & 7                                         |
| 1989    | Royal St George's Golf Club                       | Steven Richardson                             | Bobby Eggo                                    | 2 & 1                                         |
| 1988    | Royal Birkdale Golf Club                          | Russell Claydon                               | David Curry                                   | 38ste hole                                    |
| 1987    | Frilford Heath Golf Club                          | Kevin Weeks                                   | Bobby Eggo                                    | 37ste hole                                    |
| 1986    | Hillside Golf Club                                | Jonathan Langmead                             | B. White                                      | 2 & 1                                         |
| 1985    | Little Aston Golf Club                            | Roger Winchester                              | P. R. Robinson                                | 1 hole                                        |
| 1984    | Woodhall Spa Golf Club                            | David Gilford                                 | M. Gerrard                                    | 2 & 1                                         |
| 1983    | The Wentworth Club                                | Craig Laurence                                | A. P. S. Brewer                               | 7 & 6                                         |
| 1982    | Royal Liverpool Golf Club                         | Andrew Oldcorn                                | I. E. Bradshaw                                | 4 & 3                                         |
| 1981    | Burnham & Berrow Golf Club                        | David Blakeman                                | A. K. Stubbs                                  | 3 & 1                                         |
| 1980    | Moortown Golf Club                                | Peter Deeble                                  | Peter McEvoy                                  | 4 & 3                                         |
| 1979    | Royal St George's Golf Club                       | Roger Chapman                                 | Andrew Carman                                 | 6 & 5                                         |
| 1978    | Royal Birkdale Golf Club                          | Paul Downes                                   | Paul Hoad                                     | 1 hole                                        |
| 1977    | Walton Heath Golf Club                            | Terry Shingler                                | John Mayell                                   | 4 & 3                                         |
| 1976    | Ganton Golf Club                                  | Peter Deeble                                  | John Davies                                   | 3 & 1                                         |
| 1975    | Royal Lytham & St Annes Golf Club                 | Nick Faldo                                    | David Eccleston                               | 6 & 5                                         |
| 1974    | Woodhall Spa Golf Club                            | Mark James                                    | J. A. Watts                                   | 6 & 5                                         |
| 1973    | Formby Golf Club                                  | Harry Ashby                                   | Carl Mason                                    | 5 & 4                                         |
| 1972    | Northumberland Golf Club                          | Harry Ashby                                   | Roger Revell                                  | 5 & 4                                         |
| 1971    | Burnham & Berrow Golf Club                        | Warren Humphreys                              | John Davies                                   | 9 & 8                                         |
| 1970    | Royal Birkdale Golf Club                          | David Marsh                                   | Geoff Birtwell                                | 6 & 4                                         |
| 1969    | Royal St George's Golf Club                       | John Cook                                     | Peter Dawson                                  | 6 & 4                                         |
| 1968    | Ganton Golf Club                                  | Michael Bonallack                             | David Kelley                                  | 12 & 11                                       |
| 1967    | Woodhall Spa Golf Club                            | Michael Bonallack                             | G. E. Hyde                                    | 4 & 2                                         |
| 1966    | Royal Lytham & St Annes Golf Club                 | Michael Lunt                                  | Dudley Millensted                             | 3 & 2                                         |
| 1965    | The Berkshire Golf Club                           | Michael Bonallack                             | Clive Clark                                   | 3 & 2                                         |
| 1964    | Notts Golf Club (Hollinwell)                      | David Marsh                                   | Rodney Foster                                 | 1 hole                                        |
| 1963    | Burnham & Berrow Golf Club                        | Michael Bonallack                             | Alan Thirlwell                                | 4 & 3                                         |
| 1962    | Moortown Golf Club                                | Michael Bonallack                             | Michael Lunt                                  | 2 & 1                                         |
| 1961    | The Wentworth Club                                | Ian Caldwell                                  | Gordon Clark                                  | 37ste hole                                    |
| 1960    | Hunstanton Golf Club                              | Doug Sewell                                   | Martin Christmas                              | 41ste hole                                    |
| 1959    | Formby Golf Club                                  | Guy Wolstenholme                              | Michael Bonallack                             | 1 hole                                        |
| 1958    | Walton Heath Golf Club                            | Doug Sewell                                   | David Proctor                                 | 8 & 7                                         |
| 1957    | Royal Liverpool Golf Club                         | Arthur Walker                                 | G. Whitehead                                  | 4 & 3                                         |
| 1956    | Royal Lytham & St Annes Golf Club                 | Guy Wolstenholme                              | H. Bennett                                    | 1 hole                                        |
| 1955    | Ganton Golf Club                                  | Alan Thirlwell                                | M. Burgess                                    | 7 & 6                                         |
| 1954    | Royal St George's Golf Club                       | Alan Thirlwell                                | Harry Bentley                                 | 2 & 1                                         |
| 1953    | Royal Birkdale Golf Club                          | Gerald Micklem                                | Ronnie White                                  | 2 & 1                                         |
| 1952    | Burnham & Berrow Golf Club                        | Ernest Millward                               | Terry Shorrock                                | 2 holes                                       |
| 1951    | Hunstanton Golf Club                              | Geoffrey Roberts                              | H. Bennett                                    | 39ste hole                                    |
| 1950    | Royal Cinque Ports Golf Club                      | John Langley                                  | I. R. Patey                                   | 1 hole                                        |
| 1949    | Formby Golf Club                                  | Ronnie White                                  | Charlie Stowe                                 | 5 & 4                                         |
| 1948    | Little Aston Golf Club                            | Alan Helm                                     | H. J. Roberts                                 | 2 & 1                                         |
| 1947    | Ganton Golf Club                                  | Gerald Micklem                                | Charlie Stowe                                 | 1 hole                                        |
| 1946    | Royal Mid-Surrey Golf Club                        | Ian Patey                                     | K. G. Thorn                                   | 5 & 4                                         |
| 1940–45 | Geen toernooien wegens de Tweede Wereldoorlog     | Geen toernooien wegens de Tweede Wereldoorlog | Geen toernooien wegens de Tweede Wereldoorlog | Geen toernooien wegens de Tweede Wereldoorlog |
| 1939    | Royal Birkdale Golf Club                          | Arnold Bentley                                | Bill Sutton                                   | 5 & 4                                         |
| 1938    | Moortown Golf Club                                | Frank Pennink                                 | S. E. Banks                                   | 2 & 1                                         |
| 1937    | Saunton Golf Club                                 | Frank Pennink                                 | Leonard Crawley                               | 6 & 5                                         |
| 1936    | Deal Golf Club                                    | Harry Bentley                                 | John Langley                                  | 5 & 4                                         |
| 1935    | Notts Golf Club (Hollinwell)                      | Jack Woollam                                  | Eric Fiddian                                  | 2 & 1                                         |
| 1934    | Formby Golf Club                                  | Stanley Lunt                                  | Leonard Crawley                               | 37ste hole                                    |
| 1933    | Ganton Golf Club                                  | Jack Woollam                                  | Dale Bourn                                    | 4 & 3                                         |
| 1932    | Royal St George's Golf Club                       | Eric Fiddian                                  | A. S. Bradshaw                                | 1 hole                                        |
| 1931    | Hunstanton Golf Club                              | Leonard Crawley                               | Bill Sutton                                   | 1 hole                                        |
| 1930    | Burnham & Berrow Golf Club                        | Dale Bourn                                    | C. E. Hardman                                 | 3 & 2                                         |
| 1929    | Gosforth Park Golf Club                           | Bill Sutton                                   | E. B. Tipping                                 | 3 & 2                                         |
| 1928    | Royal Lytham & St Annes Golf Club                 | Alf Stout                                     | Philip Perkins                                | 3 & 2                                         |
| 1927    | Little Aston Golf Club                            | Philip Perkins                                | J. B. Beddard                                 | 2 & 1                                         |
| 1926    | Walton Heath Golf Club                            | Froes Ellison                                 | Sq/Ldr C. H. Hayward                          | 6 & 4                                         |
| 1925    | Royal Liverpool Golf Club                         | Froes Ellison                                 | S. Robinson                                   | 1 hole                                        |